# Rex Ingram (acteur)
Pour les articles homonymes, voir Rex Ingram.

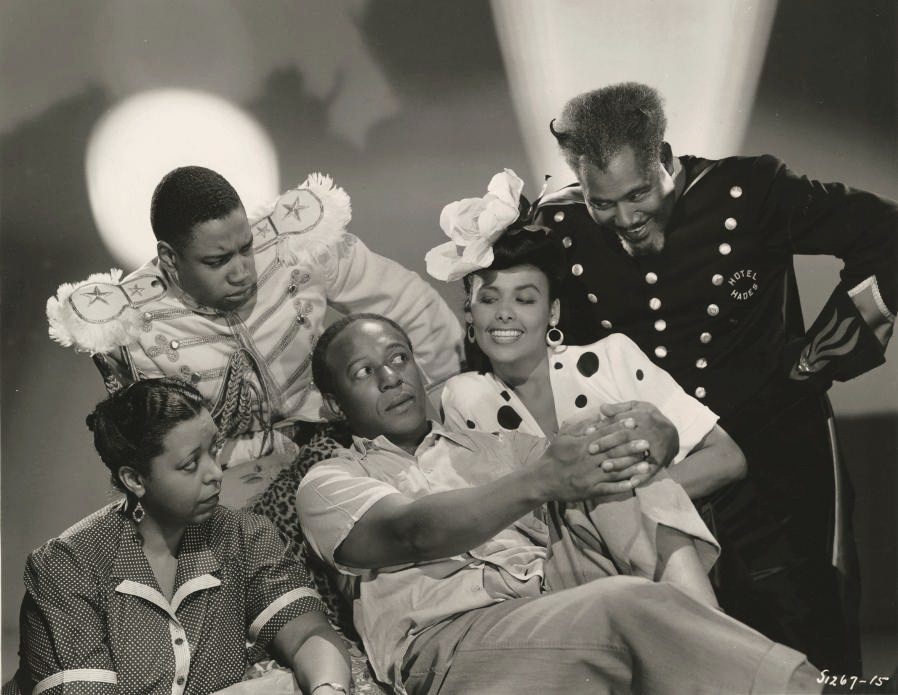
De g. à d. : Ethel Waters, Kenneth Spencer, Eddie 'Rochester' Anderson, Lena Horne et Rex Ingram, dans Un petit coin aux cieux (1943, photo promotionnelle)

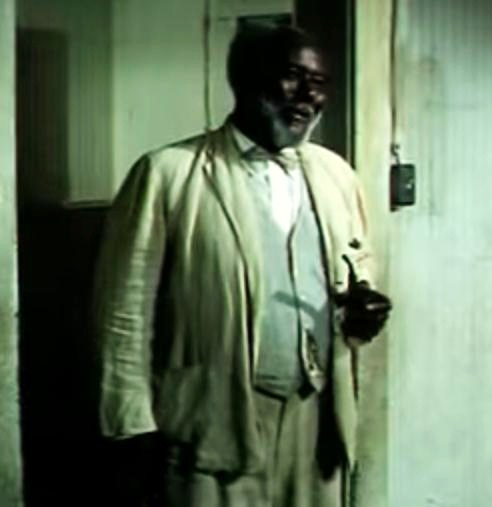
Dans Que vienne la nuit (1967)

Reginald « Rex » Clifford Ingram, né le 20 octobre 1895 à Cairo (Illinois) et mort d'une crise cardiaque le 19 septembre 1969 à Los Angeles — Quartier d'Hollywood (Californie), est un acteur américain, connu comme Rex Ingram.

## Biographie
Rex Ingram débute au cinéma en 1918, passe sans problème du muet au parlant, et continue sa carrière (à ses débuts, sans être crédité) jusqu'à un dernier film en 1968. Il interprète deux de ses rôles les plus connus dans Les Aventures d'Huckleberry Finn (1939), avec Mickey Rooney, et Le Voleur de Bagdad (1940), avec Conrad Veidt.
De 1953 à 1969 (année de sa mort), il participe pour la télévision à plusieurs séries, dont deux épisodes (1967-1968) de Daktari.
Il se produit également au théâtre, à Broadway, entre 1934 et 1961, dans des pièces et comédies musicales. Parmi ces dernières, citons Un petit coin aux cieux (musique de Vernon Duke) en 1940-1941, aux côtés d'Ethel Waters — qu'il retrouvera dans l'adaptation au cinéma (même titre) de 1943 —.

## Filmographie partielle

### Au cinéma
- 1918 : Tarzan chez les singes (Tarzan of the Apes) de Scott Sidney (non crédité)
- 1918 : Salomé (Salome) de J. Gordon Edwards (non crédité)
- 1923 : Les Dix Commandements (The Ten Commandments) de Cecil B. DeMille (non crédité)
- 1925 : Le Fils prodigue (The Wanderer) de Raoul Walsh (non crédité)
- 1925 : Lord Jim de Victor Fleming (non crédité)
- 1926 : Beau Geste d'Herbert Brenon (non crédité)
- 1927 : Le Roi des rois (The King of Kings) de Cecil B. DeMille (non crédité)
- 1929 : Les Quatre Plumes blanches (The Four Feathers) de Merian C. Cooper, Ernest B. Schoedsack et Lothar Mendes (non crédité)
- 1933 : The Emperor Jones de Dudley Murphy (non crédité)
- 1934 : Harlem after Night d'Oscar Micheaux
- 1936 : Les Verts Pâturages (The Green Pastures) de Marc Connelly et William Keighley
- 1939 : Les Aventures d'Huckleberry Finn (The Adventures of Huckleberry Finn) de Richard Thorpe
- 1940 : Le Voleur de Bagdad (The Thief of Bagdad) de Ludwig Berger, Michael Powell et Tim Whelan
- 1942 : La Justice des hommes (The Talk of the Town) de George Stevens
- 1943 : Un petit coin aux cieux (Cabin in the Sky) de Vincente Minnelli et Busby Berkeley
- 1943 : Fire Wife de Charles Lamont
- 1943 : Sahara de Zoltan Korda
- 1944 : Package for Jasper (Court métrage d'animation) de George Pal (voix)
- 1944 : Dark Waters d'André de Toth
- 1945 : Aladin et la lampe merveilleuse (A Thousand and One Nights) d'Alfred E. Green
- 1948 : Le Fils du pendu (Moonrise) de Frank Borzage
- 1956 : Intrigue au Congo (Congo Crossing) de Joseph Pevney
- 1957 : Hell on Devil's Island de Christian Nyby
- 1958 : Le Petit Arpent du bon Dieu (God's Little Acre) d'Anthony Mann
- 1959 : Watusi de Kurt Neumann
- 1960 : Elmer Gantry le charlatan (Elmer Gantry) de Richard Brooks (non crédité)
- 1960 : Desire in the Dust de William F. Claxton
- 1964 : Your Cheatin' Heart de Gene Nelson
- 1967 : Que vienne la nuit (Hurry Sundown) d'Otto Preminger
- 1968 : La Brigade des cow-boys (Journey to Shiloh) de William Hale

### À la télévision
- 1961 : L'Homme à la carabine (The Rifleman)
  - Saison 3, épisode 22 Closer Than a Brother de Joseph H. Lewis
- 1965 : Les Espions (I Spy)
  - Saison 1, épisode 11 La Menace (Weight of the World) de Paul Wendkos
- 1966 : Le Proscrit (Branded)
  - Saison 2, épisode 18 This Stage of Fools de Lee H. Katzin
- 1967-1968 : Daktari
  - Saison 2, épisode 22 Judy agent secret (Judy the Poacher, 1967)
  - Saison 3, épisode 19 La Réconciliation (The Big Switch, 1968)
- 1969 : Gunsmoke ou Police des plaines (Gunsmoke ou Marshal Dillon)
  - Saison 14, épisode 24 The Good Samaritans

## Au théâtre (à Broadway)

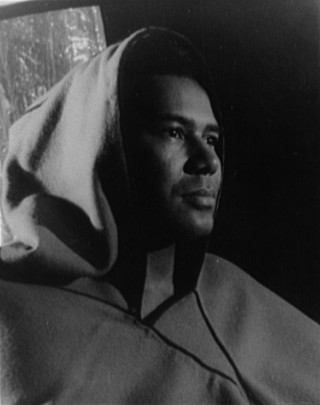
Rex Ingram, photographié par Carl van Vechten en 1934

- 1934 : Theodora, the Queen, pièce de Jo Milward et J. Kerby Hawkes
- 1934 : Stevedore, pièce de Paul Peters et George Sklar
- 1934 : Dance with your Gods, pièce de Kenneth Perkins, avec Cecil Cunningham, Lena Horne, Charles Waldron
- 1935 : Stick-in-the-Mud, pièce de Frederick Hazlitt Brennan, avec José Ferrer, Thomas Mitchell, mise en scène par ce dernier
- 1937 : Marching Song, pièce de John Howard Lawson
- 1937 : How come, Lawd ?, pièce de Donald Heywood
- 1938 : Haiti, pièce de W. E. B. Du Bois
- 1938-1939 : Sing out the News, comédie musicale, musique d'Harold J. Rome, avec June Allyson
- 1940-1941 : Un petit coin aux cieux (Cabin in the Sky), comédie musicale, musique de Vernon Duke, lyrics de John La Touche, livret de Lynn Root, chorégraphie de George Balanchine, avec Ethel Waters, Dooley Wilson, Katherine Dunham (adaptation au cinéma en 1943 : voir ci-dessus)
- 1946 : St. Louis Woman, comédie musicale, musique d'Harold Arlen, réalisation de Rouben Mamoulian, chorégraphie de Charles Walters
- 1946 : Lysistrata, pièce d'Aristophane, adaptée par Gilbert Seldes, avec Sidney Poitier
- 1957 : En attendant Godot (Waiting for Godot), pièce de Samuel Beckett
- 1961 : Kwamina, comédie musicale, musique de Richard Adler